# NGC 165
NGC 165 (również PGC 2182) – galaktyka spiralna z poprzeczką (SBbc), znajdująca się w gwiazdozbiorze Wieloryba.
Odkrył ją prawdopodobnie William Herschel 10 grudnia 1798 roku i skatalogował pod numerem III 954. Heinrich Louis d’Arrest, który obserwował ten rejon nieba w 1865 roku i dostrzegł NGC 163 (leżącą nieco dalej na zachód), błędnie uznał, że jest to III 954 widziana przez Herschela. Wilhelm Tempel, który w 1882 roku jako pierwszy dostrzegł obie te galaktyki, uznał się za odkrywcę NGC 165, gdyż również założył, że Herschel i d’Arrest obserwowali ten sam obiekt, czyli NGC 163. Taką interpretację obserwacji tych trzech astronomów przyjął też John Dreyer, gdy katalogował te galaktyki w swoim New General Catalogue. Obecnie jednak uważa się, że to Herschel odkrył NGC 165, gdyż po przeliczeniu okazuje się, że podana przez niego pozycja leży znacznie bliżej właśnie tej galaktyki.